# イシメン
イシメン株式会社とは、奈良県生駒郡安堵町にある食品関連企業である。

## 概要
- 本社の所在地:〒639-1065 奈良県生駒郡安堵町笠目426
- 資本金:20,000,000円
- 売上高:17億円（2018年8月期）
- 代表取締役:石田考志

## 沿革
- 1948年8月 石田義治による個人創業としての｢石田製麺所｣が創業される。
- 1982年9月 法人設立により石田製麺株式会社となる。初代代表取締役に石田義之が就任。
- 1995年9月 イシメン株式会社に名称変更
- 1998年9月 代表取締役に石田考志が就任する。
- 2002年10月 ｢2000ならグッドデザイン賞｣に選定される。

## 事業内容
- 麺類・調理麺各種・スープ類の製造販売。概ね近隣の斑鳩町をはじめとしたスーパーマーケットや立ち食いうどん・そば屋などに配達したりしている。

## 取扱商品
- うどん・田舎蕎麦・中華そば・焼きそば・熟成うどんなどの一般商品のほか冷麺やすき焼きうどんなど季節限定の商品、法隆寺に近いこともあり｢法隆寺柿うどん｣などの地域限定品も製造・販売している。

## 関連会社
- アイティワーク（商品仕分・配送部門）

## 主要仕入先
- 末吉製粉所
- 柄木田製粉
- 飯坂製粉
- ユタカフーズ
- スガキヤ
- 光陽商事
- 兼菱
- コスモ食品
- 日本ハム
- 伊藤ハム
- 福島鰹ほか

## 主要取引先
- 万代
- カノー
- ユニー
- スーパーヨシムラ
- スーパーナショナル
- 日本アクセス
- ベストーネ
- ケイ低温
- イートアンド
- コープこうべ
- 村上給食ほか